# Aristolochia pannosoides
Aristolochia pannosoides är en piprankeväxtart som beskrevs av Frederico Carlos Hoehne. Aristolochia pannosoides ingår i släktet piprankor, och familjen piprankeväxter. Inga underarter finns listade i Catalogue of Life.